# Fabrice Bethuel
Fabrice Bethuel, né le 7 juin 1963 à Donaueschingen (Bade-Wurtenberg, Allemagne), est un mathématicien français. Il est professeur à Sorbonne-Université. Il obtient une thèse en 1989, à  l'université Paris-Sud, sous la direction de Jean-Michel Coron. Parmi ses anciens étudiants et collaborateurs, il y a Tristan Rivière, maintenant à l'ETH de Zurich et Sylvia Serfaty, elle-même lauréate du prix Henri-Poincaré en 2012 et du prix Mergier-Bourdeix 2013.

## Recherche
Fabrice Bethuel travaille sur l'étude d'équations aux dérivées partielles non linéaires issues des modèles en théorie des cristaux liquides et en supraconductivité. Il a obtenu, sur les espaces de Sobolev une condition nécessaire et suffisante pour la densité des fonctions régulières dans des espaces de Sobolev d’applications entre variétés. C’est un résultat qui a créé un nouveau domaine de recherche dans l'analyse des singularités des applications harmoniques entre variétés. Fabrice Bethuel et ses collaborateurs ont travaillé également sur la théorie de Ginzburg-Landau,.

## Distinctions
En 1999, Fabrice Bethuel est lauréat du prix Fermat, conjointement avec Frédéric Hélein, « pour des contributions importantes à la théorie du  calcul des variations ». Il est aussi récipiendaire, en 2003 du prix Mergier-Bourdeix « pour ses découvertes fondamentales à l'interface entre l'analyse, la topologie, la géométrie et la physique »,. En 1991-1992, il dispense un cours Peccot au Collège de France. Il est nommé en 2002 membre junior de l'Institut universitaire de France.

## Travaux (sélection)
- Fabrice Bethuel, Haïm Brezis et Frédéric Hélein, Ginzburg-Landau Vortices, Springer - Birkhäuser, coll. « Progress in Nonlinear Differential Equations and Their Applications », 2012 (1re éd. 1994 Birkhäuser), 162 p. (ISBN 9781461202875, présentation en ligne).
- Fabrice Bethuel, « The approximation problem for Sobolev maps between two manifold », Acta Mathematica, vol. 167,‎ 1991, p. 153–206 (DOI 10.1007/BF02392449).  — Les deux premières pages chez Springer.